# Le Brise-cœur
Pour les articles homonymes, voir The Heartbreak Kid et Le Brise-cœur.
Pour plus de détails, voir Fiche technique et Distribution.
Le Brise-cœur (The Heartbreak Kid) est un film américain réalisé par Elaine May, sorti en 1972.

## Synopsis
Lenny Cantrow, un vendeur d'articles de sport, vient de se marier avec Lila Kolodny. Alors qu'il est en lune de miel, à peine arrivé à l'hôtel, Lenny réalise que tout ce que dit ou fait Lila l'agace. Un jour il se promène seul sur la plage et fait la connaissance de la très belle Kelly. Cette rencontre confirme ses craintes : il n'aime pas son épouse. Lenny veut divorcer de sa femme pour séduire Kelly, mais il se heurte au père de celle-ci.

## Fiche technique
- Titre français : Le Brise-cœur
- Titre original : The Heartbreak Kid
- Réalisation : Elaine May
- Scénario : Neil Simon, d'après l'histoire A Change of Plan de Bruce Jay Friedman
- Musique : Garry Sherman
- Photographie : Owen Roizman
- Montage : John Carter
- Production : Edgar J. Sherick
- Société de production : Palomar Pictures International
- Société de distribution : 20th Century Fox
- Pays de production :  États-Unis
- Langue : Anglais
- Format : Couleur - Son monophonique - 35 mm - 1.85:1
- Genre : Comédie romantique et comédie noire
- Durée : 106 min
- Sortie : 17 décembre 1972 aux États-Unis ; 15 novembre 1973 en France

## Distribution
- Charles Grodin (VF : Jean-Pierre Leroux) : Lenny Cantrow
- Cybill Shepherd : Kelly Corcoran
- Jeannie Berlin (VF : Michèle Bardollet) : Lila Kolodny
- Eddie Albert (VF : Jean Martinelli) : Duane Corcoran
- Audra Lindley (VF : Lita Recio) : Mme Corcoran
- Mitchell Jason (VF : Henry Djanik) : Cousin Ralph
- Doris Roberts : La mère de Lenny

## Anecdotes
- Jeannie Berlin est la fille de la réalisatrice Elaine May.
- Doris Roberts, qui joue la mère de Charles Grodin, n'a en réalité que 9 ans de plus que lui.
- Neil Simon voulait Diane Keaton pour interpréter le rôle de Lila Kolodny.
- Premier des trois films écrits par Neil Simon et dans lesquels jouera Charles Grodin.
- L'American Film Institute le classa 91e parmi les 100 films américains les plus drôles jamais tournés.

## Distinctions

### Nominations
- Oscars :
  - Meilleur acteur dans un second rôle pour Eddie Albert
  - Meilleure actrice dans un second rôle pour Jeannie Berlin

- Golden Globes :
  - Meilleur acteur pour Charles Grodin
  - Meilleure actrice dans un second rôle pour Jeannie Berlin
  - Meilleur scénario pour Neil Simon

- NSFC Awards :
  - Meilleure actrice dans un second rôle pour Cybill Shepherd

- NYFCC Awards :
  - Meilleur acteur dans un second rôle pour Eddie Albert

- WGA Awards :
  - Meilleur scénario adapté pour Neil Simon

### Récompenses
- NSFC Awards :
  - Meilleur acteur dans un second rôle pour Eddie Albert
  - Meilleure actrice dans un second rôle pour Jeannie Berlin

- NYFCC Awards :
- Meilleure actrice dans un second rôle pour Jeannie Berlin

## Remake
- Les Femmes de ses rêves réalisé par les Frères Farrelly en 2007. Ben Stiller, Michelle Monaghan et Malin Akerman endossent à leurs tours les rôles principaux.